# Myszołów galapagoski
Myszołów galapagoski (Buteo galapagoensis) – gatunek dużego ptaka z rodziny jastrzębiowatych (Accipitridae). Występuje endemicznie na wyspach Galapagos, na części już wymarły. Narażony na wyginięcie.

## Taksonomia
Po raz pierwszy gatunek opisał John Gould w 1837 na łamach Proceedings of the Zoological Society of London. Nie wskazał, z której wysp Galapagos pochodził holotyp. Zbadał kilka osobników z kolekcji Karola Darwina. Nowemu gatunkowi nadał nazwę Polyborus galapagoensis, umieszczając go w rodzaju razem z karakarami (Caracara, syn. Polyborus Vieillot 1816). Obecnie (2020) Międzynarodowy Komitet Ornitologiczny umieszcza myszołowa galapagoskiego w rodzaju Buteo. Uznaje go za gatunek monotypowy. Najbliższym krewnym myszołowa galapagoskiego jest myszołów preriowy (Buteo swainsoni); są to taksony siostrzane. Badania nad zsekwencjonowanym mtDNA wykazały, że różnica między sekwencjami przedstawicieli obydwu gatunków wynosiła jedynie 0,42% (na 3 kB danych). Myszołowy galapagoskie oddzieliły się od preriowych najwyżej 300 tys. lat temu; mimo niewielkich różnic genetycznych wykazują jednak wyraźne różnice morfologiczne. Myszołów galapagoski jako gatunek znajduje się na bardzo wczesnym stadium dywergencji. W 10 zbadanych populacjach rozpoznano 7 haplotypów, do tego większość populacji przejawiała monomorfizm.

## Morfologia
Długość ciała wynosi 45–56 cm; masa ciała samców: 769–1174 g, samic: 1116–1661 g; rozpiętość skrzydeł: 116–140 cm. Samice są przeciętnie około 31% cięższe od samców, co czyni myszołowy galapagoskie jednymi z najbardziej zróżnicowanych pod kątem dymorfizmu płciowego przedstawicieli Buteo. W badaniu, którego wyniki opublikowano w 2003, ptaki z Españoli okazały się być przeciętnie największe, zaś z Marcheny – najmniejsze (zbadano ptaki z 6 wysp spośród 8–9, na których ten gatunek występuje). Myszołowy galapagoskie mają brązowe tęczówki oraz żółte nogi, woskówkę i miękką skórę u nasady dzioba. Ogół upierzenia jest smoliście brązowy. Sterówki mają barwę jasnopłową, pokrywają je delikatne pasy. Młode osobniki wyróżniają się jasną piersią, do tego pokryte są ciemnobrązowymi plamami.

### Wymiary
Wymiary dla ptaków z 6 wysp (wymiary dla ptaków z poszczególnych wysp zawarte są w materiale źródłowym), w mm lub g: 
|        | Długość skrzydła | Długość ogona | Długość czaszki | Długość dzioba | Masa ciała |
| ------ | ---------------- | ------------- | --------------- | -------------- | ---------- |
| samce  | 370–418          | 209–236       | 79,5–86,5       | 25,3–29,6      | 769–1174   |
| samice | 406–465          | 232–263       | 86–93,7         | 19,6–22        | 1116–1661  |

## Zasięg występowania
Myszołowy galapagoskie gniazdują na 8 spośród wysp Galapagos: Santiago, Española, Isabela, Fernandina, Pinta, Marchena, Pinzón i Santa Fe. Stwierdzenia pojedynczych ptaków na Santa Cruz prawdopodobnie dotyczą zabłąkanych ptaków. Dawniej występowały również na wyspach: Baltra, San Cristóbal, Floreana i Santa Cruz.

## Ekologia i zachowanie
Myszołowy galapagoskie zasiedlają wszystkie dostępne środowiska: wybrzeża, pola zastygłej lawy, szczyty gór i lasy. Na wyspach Galapagos pojawiało się wiele gatunków inwazyjnych. Na początku XX wieku na Santiago wprowadzono kozę domową (Capra hircus); do lat 70. XX wieku ich populacja wzrosła do blisko 100 tys. osobników. Od roku 1875 do przeprowadzonych w XXI wieku eradykacji na wyspie żyły też świnie (Sus scrofa) i osły domowe (Equus asinus). Badana była dieta myszołowów galapagoskich na Santiago przed i po eradykacji kóz (2006). Myszołowy galapagoskie żywią się różnorodnym pokarmem. Gdy kozy były jeszcze obecne na Santiago, prócz ich padliny zjadały również węże Alsophis, jaszczurki Microlophus albemarlensis, skolopendry Scolopendra galapagoensis oraz zawleczone na wyspę szczury śniade (Rattus rattus) i myszy (Mus musculus). Zjadały również nadrzewne ptaki: gołębiaki plamiste (Zenaida galapagoensis), przedrzeźniacze blade (Mimus parvulus), zięby Darwina z rodzajów Geospiza i Camarhynchus, ptactwo morskie, żółwie zielone (Chelonia mydas) i szarańczę Schistocerca melanocera. W przypadku ptaków badanych po wytępieniu kóz (w latach 2010–2011) 73% masy pożywienia stanowiły zawleczone na wyspę szczury. Dla badaczy było to zaskakujące, ponieważ spodziewali się większego odsetka zdobyczy nadrzewnej, w związku z rozwojem roślinności spowodowanym brakiem niszczących ją kóz.

### Lęgi
Występują różne systemy kojarzenia, od monogamii po duże, poliandryczne grupy. Według wyników badań opublikowanych w 1976, z jedną samicą może kojarzyć się do 4 samców; gniazdo i terytorium jest wówczas użytkowane wspólnie. Przeciętnie takie grupy odchowują więcej młodych w porównaniu do par monogamicznych, jednak przeliczając liczbę młodych na jednego samca jest to wynik mniejszy, aniżeli w przypadku par monogamicznych. Wedle obecnego stanu wiedzy (2016) samica może kojarzyć się z maksymalnie 8 samcami. Okres lęgowy trwa cały rok, szczególnie nasila się w czerwcu i lipcu oraz listopadzie i grudniu. Gniazdo ulokowane jest na małym drzewie, wychodni lub miejscu, z którego wypływała niegdyś lawa. Jest to platforma z gałęzi o średnicy 80–100 cm. Samica składa od 1 do 3 jaj. Inkubacja trwa 37–38 dni; młode są w pełni opierzone po 50–60 dniach. Dojrzałość płciową osiągają w wieku 3 lat.

## Status i zagrożenia
IUCN uznaje myszołowa galapagoskiego za gatunek narażony (VU, Vulnerable) nieprzerwanie od 1994 (stan w 2020). Występuje na 4 obszarach uznanych za ostoje ptaków IBA. BirdLife International ocenia trend populacji jako stabilny. Najpoważniejszym zagrożeniem dla gatunku jest tępienie tych ptaków przez ludzi, choć obecnie rzadkie, to nadal występujące na Santa Cruz i w południowej części wyspy Isabela. Na największej spośród wysp, na których występują myszołowy galapagoskie – Isabela – populacja jest przypuszczalnie stosunkowo niewielka ze względu na konkurencję o pokarm ze zdziczałymi kotami i innymi drapieżnikami. Jako potencjalne zagrożenie wskazano również niewielką różnorodność genetyczną, co ułatwiać może przenoszenie pasożytów i chorób w niektórych populacjach. Wytępienie świń i kóz na Santiago mogło poskutkować zmniejszeniem obszaru, na którym przebywały ptaki niegniazdujące, ponieważ zaowocowało ponownym rozwojem roślinności.